# سامسونج آيماركيت كوريا
سامسونج آيماركيت كوريا (بالإنجليزية: iMarketKorea) (بالكورية: 삼성 아이 마켓 코리아) إحدى مجموعات سامسونج التي توفر خدمات المشتريات والسلع، أُنشئِت في البداية لتكون ذراع المشتريات لسامسونج، وهي من أهم أعمال الشراء الإلكتروني، ويُدير الشركة أكثر من مليون شخص، وهي متاحة في أمريكا الشمالية وأمريكا الجنوبية وآسيا وأوروبا